# Monasterio de Stella Maris
El Monasterio de Stella Maris (en hebreo: מנזר סטלה מאריס, en árabe: دير ستيلا ماريس) o el Monasterio de Nuestra Señora del Monte Carmelo es un monasterio de las Carmelitas Descalzas del siglo XIX situado en las laderas del Monte Carmelo en Haifa, Israel.

## Historia
En el siglo XII, durante el gobierno de los cruzados sobre la región, grupos de ermitaños religiosos comenzaron a habitar las cuevas de esta zona tratando de imitar al profeta Elías. A principios del siglo XIII, su líder y prior (contemplado en la regla sólo como "Hermano B") habló con el patriarca de Jerusalén, San Alberto, para proporcionar al grupo una regla escrita de vida.
Este fue el acto originario de la Orden de los Hermanos de Nuestra Señora del Monte Carmelo, o Carmelitas. El oratorio fue dedicado a la Virgen María en su advocación de la Virgen Estrella del Mar (en latín: Stella Maris). En unas pocas décadas, estos ermitaños monásticos dejaron la Tierra Santa con problemas y propagaron la orden carmelita en toda Europa.
El actual monasterio fue construido entre 1827 y 1836.